# Acapella (Kelis)
Acapella è un brano musicale della cantante R&B statunitense Kelis, estratto come primo singolo dall'album Flesh Tone del 2010.

## Descrizione
Acapella rappresenta un distacco dello stile di Kelis rispetto ai suoi precedenti singoli, in cui anziché essere dominante la parte hip hop è molto presente l'house. La canzone è stata presentata in anteprima sulla pagina Twitter della cantante e sul suo sito ufficiale a novembre, ma è stata resa disponibile per il download digitale soltanto il 23 febbraio 2010 come primo singolo dell'album Flesh Tone, che invece è stato pubblicato internazionalmente il 17 maggio, e soltanto negli Stati Uniti a giugno. Makeba Riddick, coautore del brano ha rivelato che inizialmente il brano era stato intitolato Majestic. Kelis ha invece affermato che durante la stesura del testo del brano aveva in mente l'amore e la vita e l'ha concepita come un tributo a suo figlio, Knight.

## Il video
Il video musicale prodotto per Acapella è stato filmato nella prima settimana del marzo 2010 dal fotografo John "Rankin" Waddell, dal musicista Chris Cottam e dalla produttrice Nicole Ehrlich. Il video è stato ufficialmente presentato il 29 marzo.

## Tracce
Digital download
1. Acapella - 4:08 (Jean Baptiste, Kelis, Makeba Riddick)

U.S. digitals single
1. Acapella - 4:08
2. Acapella (Dave Audé remix)

France digital single
1. Acapella (Album Version) - 4:28
2. Acapella (Instrumental) - 4:08
3. Acapella (A Capella) - 3:42

Acapella - The Remixes EP
1. Acapella (Benny Benassi Remix) - 6:20
2. Acapella (Guetta Extended Mix) - 5:41
3. Acapella (Dave Audé Extended Mix) - 8:08
4. Acapella (Bimbo Jones Remix) - 8:05
5. Acapella (Raw Man Remix) - 3:59
6. Acapella (Doman and Gooding Remix) - 6:01

## Classifiche
| Classifica (2010)   | Posizione più alta |
| ------------------- | ------------------ |
| Austria             | 36                 |
| Belgio (Fiandre)    | 9                  |
| Belgio (Vallonia)   | 29                 |
| Cile                | 95                 |
| Europa              | 20                 |
| Germania            | 21                 |
| Irlanda             | 17                 |
| Italia              | 19                 |
| Paesi Bassi         | 12                 |
| Regno Unito         | 5                  |
| Regno Unito (Dance) | 1                  |
| Repubblica Ceca     | 36                 |
| Slovacchia          | 3                  |
| Stati Uniti (Dance) | 1                  |
| Svizzera            | 61                 |